# Dukađinska Kneževina
Dukađinska Kneževina (alb. Principata e Dukagjinit) je bila kršćanska kneževina u srednjovjekovnoj Albaniji. Prostirala se na sjeveru današnje Albanije i vjerojatno je obuhvaćala djelove današnje Crne Gore, Kosova i Srbije. Postojala je od 1387. do 1444. godine. Glavni grad bio je Lješ, a drugi glavni grad bila je Priština. Graničila je s Mletačkom Republikom, Osmanskim Carstvom, Kastriotskom Kneževinom i Srbijom. Albanske državice Arianitska Država i Muzakajska Kneževina bile su nešto južnije.
Osnovali su ju braća iz obitelji Dukađinović (Dukagjini) Pavao i Aleksandar I. Dukagjini. Kneževinom su vladali Pavlovi nasljednici Tanush Dukagjini (Tanush Mali), Pavao II. Dukagjini, sudionik Lješke lige. Pavlov sin Aleksandar III. Dukagjini jedna je od najistaknutijih osoba albanske povijesti.
Pavao Dukađinović (Pal Dukagjini) i rođak Nikola Dukađinović bili su u početku podložnici mletačkog vazala Aleksandra Zaharije (Lekë Zaharia) koji je imao posjede oko Skadra. Nikola je ubio Aleksandra te su Dukagjini nastavili vladati nad svojim selima Buba, Salita, Gurichuchi, Baschina kao mletački vazali. Pavao i Nikola bili su dio Lješke lige (alb. : Lidhja/Besëlidhja e Lezhës), vojnog saveza stvorenog 1444. koji je ciljao oduzeti Albaniju Osmanskom Carstvu, koje je vodio Skenderbeg. Godine 1450. napustili su Skenderbegovu vojsku i ne samo da su se pomirili s Osmanlijama, nego se i udružili s Osmanlijama protiv Skenderbega.
Kneževinom su vladali:
- 1387. – 1393.: Pavao Dukađinović
- 1393. – 1413.: Tanuš Dukađinović
- 1413. – 1438.: Pavao II. Dukađinović
- 1438. – 1444.: Aleksandar Dukađinović